# یواس‌اس افزاره (ای‌ام-۲۲۰)
یواس‌اس افزاره (ای‌ام-۲۲۰) (به انگلیسی: USS Device (AM-220)) یک کشتی بود که طول آن ۱۸۴ فوت ۶ اینچ (۵۶٫۲۴ متر) بود. این کشتی در سال ۱۹۴۴ ساخته شد.